# آنا دومينو
آنا دومينو (بالإنجليزية: Anna Domino)‏ هي مغنية وملحنة ومغنية مؤلفة أمريكية، ولدت في 1955 في طوكيو في اليابان.

## وصلات خارجية
- آنا دومينو على موقع IMDb (الإنجليزية)
- آنا دومينو على موقع ميوزك برينز (الإنجليزية)
- آنا دومينو على موقع أول ميوزيك (الإنجليزية)
- آنا دومينو على موقع ديسكوغز (الإنجليزية)
- آنا دومينو على موقع قاعدة بيانات الفيلم (الإنجليزية)